# Jules Itier
Jules Alphonse Eugène Itier (Paris, 8 de abril 1802 - Montpellier, 13 de outubro de 1877) foi um chefe de Alfândega e fotógrafo francês.

## Biografia
Ele começou seus estudos no Liceu Napoleão em 1809 e termina no Colégio real de Marselha em 1819. entrou no mesmo ano em costumes, sob os auspícios do seu tio Dubois-Aymé (1779-1846), diretor da administração em Marselha (cientista, membro da expedição egípcia). Ele foi nomeado escriturário em 1821, Inspector em 1830 e desempenhou as suas funções em Marselha, Lorient, Marennes, Oloron, Olette e Belley no coração do Jura. Ele está interessado em ciência em 1830-1840 anos daguerreotipista se torna amador.
Em 1842, ele foi colocado fora de quadro e enviado em uma missão no Senegal, a Guiana e as Antilhas Francesas. Em 15 de Novembro de 1842, Jules Itier deixou Paris pelo posto de correio em Brest. Ele carregava em sua bagagem e equipamento de daguerreotipia daguerrien Tratado de Marc Antoine Gaudin, ter tudo entregue pessoalmente pelo próprio Gaudin. O seu objectivo era de fato para desfrutar seu tempo livre para implementar o processo de Daguerre. Assim, suas fotografias são parte do primeiro África Ocidental. Ele fotografou os edifícios, bem como populações como um repórter.
E em seu retorno, ele foi nomeado chefe da missão comercial na China, Índia e Oceania, com a Embaixada do Sr. Théodore de Lagrene de 1843-1846 enviado por Luís Filipe I de negociar "um tratado comercial 10.000 anos entre a China ea França ", o Tratado de Huangpu ele vai trazer uma série de retratos tirados no dia da assinatura do tratado, 24 de outubro de 1844. uma testemunha, Charles Lavollé diz:
Durante sua viagem, ele visitou entre outros Saint-Louis, Senegal, Brasil, Borneo, Manila, Cingapura, Macau, Cantão, Filipinas, Mindanao, Sulu, Basilan, Java, Bornéu, Cochin, Ceilão, Índia (Colombo ).
Retornando de Aden eo Mar Vermelho, ele visitou o Alto Egito, subiu o Nilo de Cairo a Aswan Philae up. Ele cruzou os desertos da Líbia e retornou à França em Alexandria. Assim, ele traz muitas daguerreótipos, incluindo uma série de retratos, monumentos e paisagens.
Em suas viagens, ele também relatou muitos avistamentos de História Natural e Etnografia. Ele introduziu produtos inéditos ou pouco conhecidos, tais como a guta-percha, borracha, saccharinus fuccus, pyrethrum caucasium, gambier, sorgo e alguns processos cerâmicos chineses.
Acrescentemos que visitou a Inglaterra, Itália, Espanha, Portugal e foi cobrado sobre a viagem reconhecer minas de ouro.
Após seu retorno da missão, ele foi nomeado em 1846 Inspector principal de Marseille. Nesse mesmo ano, casou-se com Henriette de Bremond em Grenoble.
Em 1848, ele foi nomeado Diretor da Alfandênga em Montpellier e em 1853, Coletor principal de Marseille. A seu pedido, ele foi autorizado a se aposentar em 1857 e passou a se morar em Montpellier. Ele morreu em Montpellier 13 de outubro de 1877 e foi sepultado em Serres (Hautes-Alpes).
Jules Itier foi conselheiro de saúde em Marselha em 1846, conselheiro geral dos Altos-Alpes de 1848 à 1858 pelo Cantão de Serres, e de 1868 à 1871 pelo cantão de Rosans, atuando como presidente do Conselho Geral dos Altos-Alpes. Foi nomeado para a Ordem Nacional da Legião de Honra em 1843, tornando-se oficial em 1846, e Cavaleiro  da Ordem dos Santos Maurício e Lázaro em 1857.

## Coleções
- Museu de Orsay
- Museu francês da Fotografia
- Getty Center
- Museu Carnavalet

## Exposições
- Jules Itier, premières photographies de la Chine, 1844, Musée français de la photographie, Bièvres ; théâtre de l'Agora, Évry ; propriété Caillebotte, Yerres, 2014

## Galeria
1. Daguerrótipo de Macau

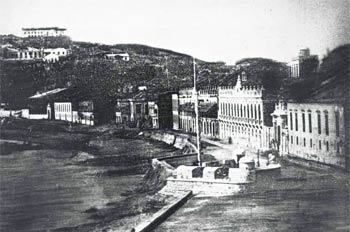
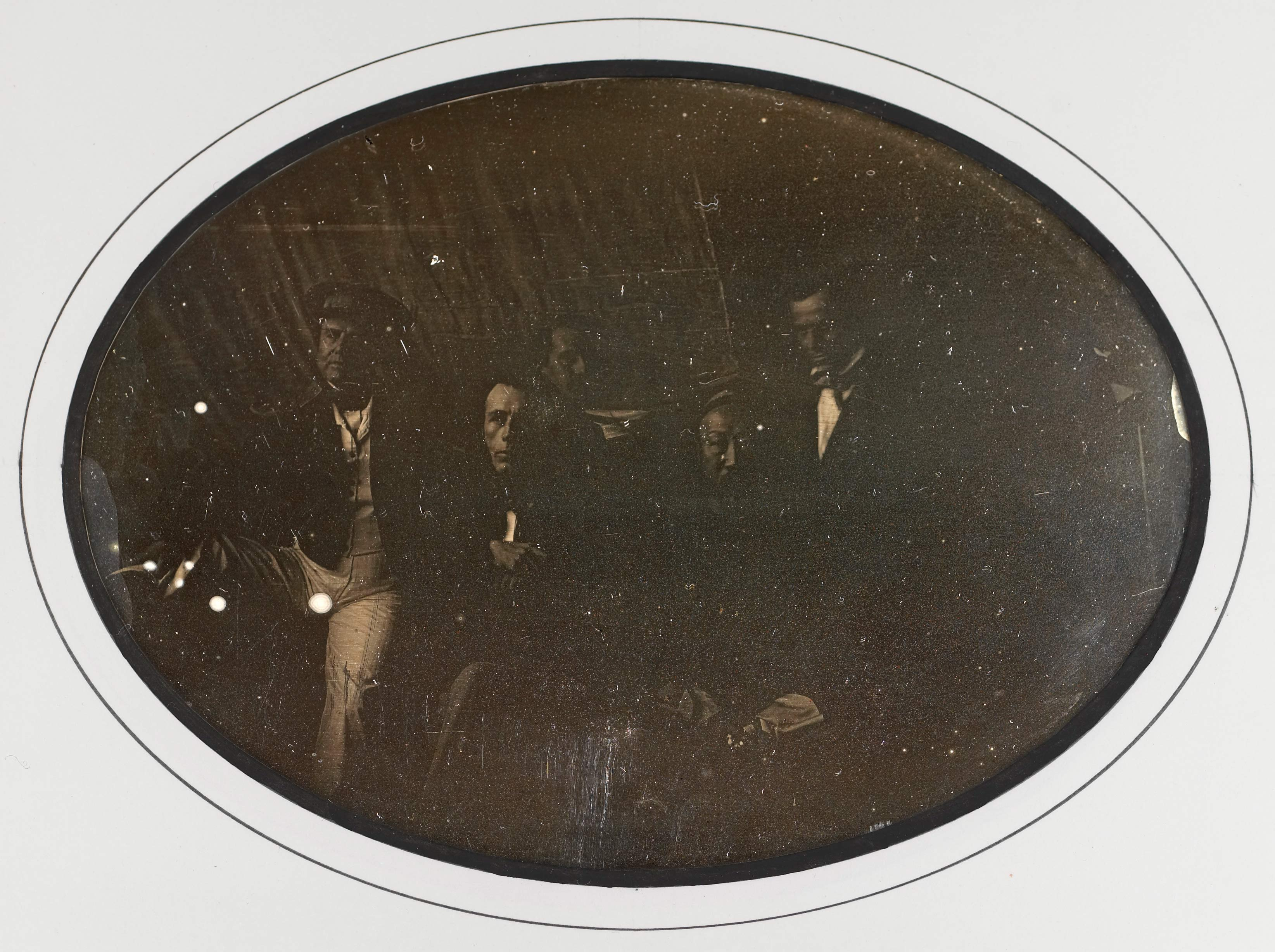

2. Daguerréotype réalisé à l'arrière du bateau à vapeur l'Archiméde :

En haut à gauche : le contre amiral Cecille en uniforme, à côté M. de Lagrené est en bourgeois, Ki In ou Ky Ing a une robe flottante, étoffe de soie grise sans ornements, Mr de Ferrière au milieu et l'interprète personnage clé du traité M. Callery est debout à droite.